# Списак непризнатих и дјелимично признатих држава
Одређени број политичких субјеката прогласио је независност и тражио дипломатско признање међународне заједнице као дејуре суверена држава, али оне нису универзално признате као такве. Ови субјекти често имају дефакто контролу над својом територијом. Неколико тавких субјеката је постојало у прошлости.
Постоје двије традиционалне доктрине које пружају индикације о томе како настају дејуре суверене државе. Декларативна теорија дефинише државу као страну у међународном праву уколико испуњава сљедеће услове, тј. да има:
1. Дефинисану теорију,
2. Стално становништво,
3. Владу и
4. Способност да ступи у односе са другим државама.

Према декларативној теорији, државност субјекта је независна од признања од стране друге државе. Насупрот томе, конститутивна теорија дефинише државу као страну у међународном праву само ако је као такву признају друге државе које су већ чланице међународне заједнице.
Квази државе се често позивају на једну или обје теорије како би легитимизовале своје тврдње о државности. На примјер, постоје субјекти који испуњавају декларативну теорију (са дефакто дјелимичном или потпуном контролом над претендованом територијом, владом и сталним становништвом), али њихову државност није признала ниједна друга држава. Непризнавање је често посљедица сукоба са другим државама које сматрају да су ти субјекти саставни дио њихове територије. У том случају, двије или више дјелимично признате државе могу имати претензије на исту област, док свака од њих дефакто контролише дио територије (случајеви Републике Кине и Народне Републике Кине, као и Републике Кореје и Демократске Републике Кореје). Субјекти које признају само мање државе обично се позивају на декларативну теорију како би легитимисали своје тврдње.
У многим ситуацијама, међународно непризнање настало је усљед присуства страних војних снага на територији спорној субјекта, чинећи тиме дефакто статус државе проблематичним. Међународна заједница може сматрати ово војном присуство превише наметљивим, сводећи субјекат на марионетску државу у којој ефективни суверенитет има страна сила. Историјски примјери су Манџукуо под патронатом Јапана и Словачка и Хрватска под патронатом Њемачке прије и током Другог свјетског рата. У случају Лоизидоу против Турске из 1996. године, Европски суд за људска права осудио је Турску због вршења власти на територији Сјеверног Кипра.
Постојали су и субјекти који нису имали контролу над било којом територијом или нису јасно испуњавали услове декларативне теорије за државност, али их је најмање једна држава признала као дејуре суверени субјекат. Историјски то се дешавало у случајевима са Светом столицом (1870—1929), Естонијом, Литванијом и Летонијом (током постојања СССР) или у примјеру Државе Палестине у вријеме проглашења 1988. године. Малтешки витешки ред се тренутно налази у том положају. Погледајте списак влада у изгнанству за непризнате владе без контроле над територијом над којом полажу претензије.

## Услови за укључивање
Услови за укључивање на списак подразумијевају да политички субјекат мора да захтијева суверенитет, да му недостаје признање најмање једне чланице ОУН или један од два сљедећа услова:
- Задовољава декларативну теорију државности или
- Признат је као држава од најмање једне чланице ОУН.

## Позадина
Постоје 193 државе чланице Организације уједињених нација, док Света столица и Држава Палестина имају статус држава посматрача у ОУН. Међутим, неке државе испуњавају услове декларативне теорије, признаје их велика већина других држава и чланице су ОУН, али су и даље укључене на списак јер једна или више држава не признаје њихову државност, због територијалних потраживања или других сукоба.
Неке државе одржавају неформалне (званично недипломатске) везе са државама које их званично не признају. Република Кина (Тајван) је једна од тих држава, пошто одржава незваничне односе са многим другим државама преко својих Економских и културних канцеларија, које омогућавају редовне конзуларне услуге. То омогућава РК да има економске односе чак и са државама које их формално не признају. Укупно 56 држава, укључујући Њемачку, Италију, Сједињене Државе и Уједињено Краљевство, одржава неку врсту незваничних мисија у РК. Република Косово, Република Арцах, Турска Република Сјеверни Кипар, Република Абхазија, Придњестровска Молдавска Република, Сахарска Арапска Демократска Република, Република Сомалиланд и Држава Палестина, такође су домаћини неформалних дипломатских мисија и/или одржавају посебне делегације или друге неформалне мисије у иностранству.

## Садашњи геополитички субјекти према степену признања

### Чланице ОУН-а непризнате од најмање једне чланице ОУН-а
| Име                                    | Проглашење | Статус | Остали претенденти | Више информација                                     | Референце                          |
| -------------------------------------- | ---------- | --- | --- | ---------------------------------------------------- | ---------------------------------- |
| Република Кореја                       | 1948.      | Републику Кореју, независну од 1948. године, не признаје једна држава чланица ОУН, Демократска Народна Република Кореја. | Сјеверна Кореја сматра себе једином легитимном владом Кореје. | Спољни односи, мисије (изван, у)                     | [ 14 ] [ 15 ]                      |
| Република Јерменија                    | 1991.      | Републику Јерменију, независну од 1991, не признаје једна држава чланица ОУН-а, Исламска Република Пакистан, јер Пакистан није промијенио свој став подршке Азербејџану од Нагорнокарабашког рата. | Нико | Спољни односи, мисије (изван, у)                     | [ 16 ] [ 17 ]                      |
| Република Кипар                        | 1960.      | Републику Кипар, независну од 1960. године, не признаје једна држава чланица ОУН (Турска Република) и једна држава нечланица ОУН (Турска Република Сјеверни Кипар), због текућег спора око острва. | Сјеверни Кипар потражује дио територије. | Спољни односи, мисије (изван, на)                    | [ 18 ] [ 19 ] [ 20 ] [ 21 ]        |
| Демократска Народна · Република Кореја | 1948.      | Демократску Народну Републику Кореју, независну од 1948. године, не признају три државе чланице ОУН: Француска Република, Држава Јапан и Република Кореја и једна нечланица ОУН: Република Кина. | Јужна Кореја сматра себе једином легитимном владом Кореје. | Спољни односи, мисије (изван, у)                     | [ 23 ] [ 24 ] [ 25 ] [ 26 ] [ 27 ] |
| Народна Република Кина                 | 1949.      | Народна Република Кина (НРК), проглашена 1949. године, познатија је као „Кина” од друге владе које претендују на тај назив, тј. Републике Кине (РК, позната и као Тајван). НРК не прихвата дипломатске односе са државама које су признале РК (17 чланица ОУН и Света столица од дана 24 5 2018). Већина од ових држава није званично признала НРК као државу, док су неке државе успоставиле односе са РК иако су истакле да не намјеравају повући признање НРК (Кирибати, Науру). Неке државе које тренутно признају само НРК у прошлости су покушале уставити односе и са НРК и РК (Либерија, Вануату). Према Резолуцији Генералне скупштине ОУН 2758, НРК је једини легитимни представник Кине у ОУН. | Република Кина сматра себе једином легитимном владом цијеле Кине према уставу Републике Кине. | Спољни односи, мисије (изван, у)Међународно признање | [ 34 ]                             |
| Држава Израел                          | 1948.      | Државу Израел, основану 1948. године, не признаје 31 држава чланица ОУН. | Сирија сматра Голанску висораван дијелом своје суверене територије. · Либан сматра Шеба фарме дијелом своје суверене територије. · Палестина потражује области које контролише Израел. У зависности од текућег Израелско-палестинског мировног процеса и ширег Арапско-израелског мировног процеса. | Спољни односи, мисије (изван, у)Међународно признање | [ 35 ] [ 36 ] [ 37 ] [ 38 ] [ 39 ] |

### Државе посматрачи ОУН непризнате од стране најмање једне чланице ОУН
| Име              | Проглашење | Статус | Остали претенденти | Више информација                                                                        | Референце                                 |
| ---------------- | ---------- | --- | --- | --------------------------------------------------------------------------------------- | ----------------------------------------- |
| Држава Палестина | 1988.      | Палестинска ослободилачка организација (ПОО) прогласила је Државу Палестину 1988. године. У то вријеме Израелске одбрамбене снаге држале су контролу над већином проглашене територије. Призната је од 139 држава чланица ОУН и Свете столице, као и Сахарске Арапске Демократске Републике. Данас Палестински законодавни савјет (ПЗС) врши дужност владе на цијелој палестинској територији изван израелске зоне под војном контролом. Прије администрације Савјета, Палестинска Народна Самоуправа (ПНС) успостављена је 1994. године према првом и другом споразуму из Осла. Палестина учествује у ОУН као држава посматрач и има чланство у Арапској лиги, Организацији исламске сарадње и Унеску. Статус државе посматрача у ОУН додјељен је Резолуцијом Генералске скупштине ОУН 67/19. | Израел не признаје Државу Палестину и контролише области које потражује Палестина. Субјект је текућег Израелско-палестинског мировног процеса. | Спољни односи, мисије (изван, у) Међународно признање, Приједлози за палестинску државу | [ 53 ] [ 54 ] [ 55 ] [ 56 ] [ 57 ] [ 58 ] |

### Државе које нису чланице или посматрачи ОУН
| Државе признате од најмање једне државе чланице ОУН     | Државе признате од најмање једне државе чланице ОУН | Државе признате од најмање једне државе чланице ОУН | Државе признате од најмање једне државе чланице ОУН                                                                                              | Државе признате од најмање једне државе чланице ОУН                     | Државе признате од најмање једне државе чланице ОУН |
| Име                                                     | Проглашење                                          | Статус | Остали претенденти | Више информација                                                        | Референце                                           |
| ------------------------------------------------------- | --------------------------------------------------- | --- | --- | ----------------------------------------------------------------------- | --------------------------------------------------- |
| Република Косово                                        | 2008.                                               | Република Косово је прогласила независност 2008. године. Републику Косово је признало 96 држава чланица ОУН и Република Кина, Малтешки витешки ред, Кукова Острва и Нијуе. ОУН, у складу са Резолуцијом Савјета безбједности ОУН 1244, управља територијом од 1999. године кроз Привремену административну мисију ОУН на Косову, у сарадњи са ЕУ од 2008. године. Чланица је Међународног монетарног фонда, Групе Свјетске банке, Венецијанске комисије, Европске банке за обнову и развој, Међународног олимпијског комитета и осталих. | Србија сматра Косово и Метохију својом сувереном територијом.                                                                                    | Спољни односи, мисије (изван, у) Међународноправни статус               | [ 59 ] [ 60 ]                                       |
| Сахарска Арапска Демократска Република                  | 1976.                                               | И Сахарска Република и Мароко тврде да имају суверенитет над територијом Западна Сахара. Сахарсуа Републику, која је прогласила независност 1976. године, признало је 84 држава чланица ОУН и Јужна Осетија. Међутим, 39 држава је повукло, замрзнуло или суспендовало признање, у очекивању исхода референдума о самоопредјељењу. Ниједна држава није признала Западну Сахару као саставни дио Марока, али неке државе подржавају марокански план о аутономији. „Територијални интегритет” Марока подржава Арапска лига. Сахарска Република је чланица Афричке уније. Резолуција Генералне скупштине ОУН 34/37 признаје право народа Западне Сахаре на самоопредјељење и признаје Полисарио као представника народа Западне Сахаре. Западна Сахара се налази на списку несамоуправљајућих територија ОУН. | Мароко сматра Западну Сахару својом сувереном територијом.                                                                                       | Спољни односи, мисије (изван, у) Међународно признање; Политички статус | [ 64 ]                                              |
| Република Кина                                          | 1912.                                               | Републику Кину (РК, уобичајено Тајван), уставно основану 1912. године, признало је 17 држава чланица ОУН и Света столица као државу Кину. Све остале државе чланице ОУН не признају званично РК као државу; неке од њих територију сматрају дејуре територијом Народне Републике Кине (НРК), док остале користе пажљив дипломатски језик како би избјегле заузимање става о томе да ли је РК саставни дио НРК. Током година, РК је заузимала различите положаје о истовременом признању РК и НРК од других држава. | Народна Република Кина сматра себе насљедницом бивше Републике Кине и цјелокупну територијом под управом РК сматра својом сувереном територијом. | Спољни односи, мисије (изван, у)Политички статус                        | [ 67 ]                                              |
| Република Јужна Осетија                                 | 1991.                                               | Јужну Осетију, која је прогласила независност 1991. године, признало је six држава чланица ОУН (Тувалу је повукла своје признање) и два државе нечланице ОУН. | Грузија сматра Јужну Осетију својом сувереном територијом.                                                                                       | Спољни односи, мисије (изван, у) Међународно признање                   | [ 68 ] [ 69 ] [ 70 ]                                |
| Република Абхазија                                      | 1999.                                               | Абхазију, која је прогласила независност 1999. године, признало је seven држава чланица ОУН (Вунауту и Тувалу су повукли своје признање) и два државе нечланице ОУН. | Грузија сматра Абхазију својом сувереном територијом.                                                                                            | Спољни односи, мисије (изван, у) Међународно признање                   | [ 68 ] [ 69 ] [ 70 ] [ 71 ] [ 72 ]                  |
| Турска Република Сјеверни Кипар                         | 1983.                                               | Сјеверни Кипар, који је прогласио независност 1983. године, признаје само једна држава чланица ОУН, Турска. Организација исламске сарадње и Организација за економску сарадњу додијелиле су Сјеверном Кипру статус посматрача под називом „Турска кипарска држава”. Резолуција Савјета безбједности ОУН 541 дефинише проглашење независности Сјеверног Кипра као правно ништаво.. Међународни суд правде у свом савјетодавном мишљењу о проглашењу независности Косова 2010. године наводи да је „Савјет безбједности у изразитом карактеру приписује незаконитост ПОН ТРСК, јер је била незаконита употреба силе или је била повезана са незаконитом употребом силе” и „опште међународно право не задржи примјенљиву забрану о проглашењима независности”.                                               | Кипар сматра Сјеверни Кипар својом сувереном територијом.                                                                                        | Спољни односи, мисије (изван, у) Кипарски спор                          | [ 75 ]                                              |
| Државе које су признале само друге државе нечланице ОУН |                                                     | | |                                                                         |                                                     |
| Име                                                     | Проглашење                                          | Статус | Остали претенденти | Више информација                                                        | Референце                                           |
| Придњестровска Молдавска Република                      | 1990,                                               | Придњестровље, које је прогласило независност 1990. године, признале су само три државе нечланице ОУН: Абхазија и Јужна Осетија. | Молдавија сматра Придњестровље својом сувереном територијом.                                                                                     | Спољни односи, мисије (изван, у) Међународно признање, Политички статус | [ 76 ] [ 77 ]                                       |
| Република Сомалиланд                                    | 1991.                                               | Сомалиланд, који је прогласио независност 1991. године, себе сматра насљедником Државе Сомалиланд. Сомалиланд је међународно признат као конститутивна држава Сомалије. | Сомалија сматра Сомалиланд својом сувереном територијом.                                                                                         | Спољни односи, мисије (изван, у)                                        | [ 76 ] [ 78 ]                                       |

## Изостављени субјекти
- Суверени војни болнички ред Светог Јована Јерусалимског од Родоса и од Малте је недржавни суверени субјекат и није укључен на списак, јер нема претензије ни на државност ни на територију.[79][80][81][82][83] Успоставио је потпуно дипломатске односе са 107 суверених држава као суверени субјекат међународног права и учествује у ОУН као посматрачки субјекат. Иако га Француска не признаје као предмет међународног права,[84] ред одржава званичне, али не и дипломатске односе са Француском и са још пет држава: Њемачка, Белгија, Швајцарска, Луксембург и Канада.[85][86]
- Неконтактирани народи који живе у друштвима која се не могу дефинисати као државе или чији је статус такви да се не могу дефинитивно одредити.
- Субјекти који се сматрају микронацијама нису укључени.[г] Иако микронација уопштено тврде да су суверене и независне, често се води расправа о томе да ли микронације заиста контролишу територију на коју полажу право. Из тога разлога, мирконације се обично не сматрају геополитички релевантним. За списак микронација, погледајте списак микронација.